# Halvor Lunn
Halvor Skramstad Lunn (ur. 18 września 1980 w Kongsbergu) – norweski snowboardzista. Jego najlepszym wynikiem olimpijskim jest 30. miejsce w half-pipie na igrzyskach w Turynie. Na mistrzostwach świata najlepszy wynik uzyskał na mistrzostwach w Whistler, gdzie zajął 37. miejsce w halfpipie. Najlepsze wyniki w Pucharze Świata osiągnął w sezonie 2005/2006, kiedy to zajął 38. miejsce w klasyfikacji generalnej, a w klasyfikacji halfpipe’a był dziewiąty.

## Sukcesy

### Igrzyska olimpijskie
| Miejsce | Dzień     | Rok  | Miejscowość    | Konkurencja | Zwycięzca   |
| ------- | --------- | ---- | -------------- | ----------- | ----------- |
| 31.     | 11 lutego | 2002 | Salt Lake City | Halfpipe    | Ross Powers |
| 30.     | 12 lutego | 2006 | Turyn          | Halfpipe    | Shaun White |

### Mistrzostwa Świata
| Miejsce | Dzień       | Rok  | Miejscowość | Konkurencja | Zwycięzca   |
| ------- | ----------- | ---- | ----------- | ----------- | ----------- |
| 37.     | 22 stycznia | 2005 | Whistler    | Halfpipe    | Antti Autti |

### Puchar Świata

#### Miejsca w klasyfikacji generalnej
- 2001/2002 – –
- 2002/2003 – –
- 2003/2004 – –
- 2004/2005 – –
- 2005/2006 – 38.

#### Miejsca na podium
1. L’Alpe d’Huez – 13 stycznia 2002 (Halfpipe) – 2. miejsce
2. Tandådalen – 7 grudnia 2002 (Halfpipe) – 3. miejsce
3. Valle Nevado – 13 września 2003 (Halfpipe) – 3. miejsce
4. Sungwoo – 26 lutego 2005 (Halfpipe) – 2. miejsce
5. Leysin – 19 stycznia 2006 (Halfpipe) – 1. miejsce
6. Leysin – 20 stycznia 2006 (Halfpipe) – 2. miejsce